# رايلي براون
رايلي براون (بالإنجليزية: Riley Brown)‏ هو لاعب دوري الرغبي أسترالي، ولد في 15 أكتوبر 1984 في بوندابيرج في أستراليا.